# Стефан III (герцог Неаполя)
Стефан III (итал. Stefano III di Napoli) — герцог Неаполя в 821—832 годах.
Стефан III, племянник Стефана II, был избран герцогом неаполитанцами вместо изгнанного им византийского ставленника Феодора II. Стефан был первым герцогом, чеканившим монеты не с изображением византийского императора — своего суверена, а со своей монограммой. Неаполь, тем самым, окончательно дистанцировался от Византии.